# Gerlof Mees
Gerlof Fokko Mees (Bloemendaal, 16 de junio de 1926 – Busselton,  31 de marzo de 2013) fue un ictiólogo, ornitólogo y procurador de museo neerlandés. Entre 1946 y 1949 participó como recluta en las acciones militares para restablecer el gobierno en las Indias Orientales Neerlandesas. Durante ese tiempo se interesó en la familia de aves Zosteropidae.
Mees tuvo la influencia en la historia natural por su padres y en el mundo de las aves por su tío Jan Verwey. Fue a la Universidad de Leiden donde estudió Biología, obteniendo su doctorado en 1956 con un intervalo de tiempo en Java donde se enroló en las fuerzas neerlandesas durante la guerra de Independencia de Indonesia. Fue durante ese tiempo en Java donde se interesó por los Zosteropidae que también supuso el inicio de la investigación de George Junge. En 1953 y 1954 visitó Trinidad y Tobago y coleccionó especímenes de pájaros. Fue asistente del departamento de pájaros en la Rijksmuseum van Natuurlijke Historie en Leiden de mayo de 1955 a junio de 1957. Su tesis doctoral fue sobre los Zosteropidae indo-australianos. Después de esto, se convirtió en procurador de los vertebrados del Western Australian Museum de 1958 a 1963. En Australia conoció y se casó con Verónica. La muerte de Junge hio que Mees volviera a los Países Bajos como procurador de Pájaros en el Rijksmuseum en Leiden. Mantuvo ese cargo hasta su retiro y, después de eso, volvió a Australia Occidental en 1991, y vivió en Perth y Northcliffe.
Dio la primera descripción en especies de peces, Lepidogalaxias salamandroides.
La especie Caprimulgus meesi fue bautizada a su nombre.